# روش اشبی

تصویری برای توضیح سادۀ روش اشبی.

روش اَشبی (انگلیسی: Ashby technique) روشی برای تعیین حجم و طول عمر گلبول‌های قرمز در انسان است که نخستین بار توسط وینیفرد اشبی در سال ۱۹۱۹ ابداع شد. این روش شامل تزریق گلبول‌های قرمز خون اهداکننده سازگار از یک گروه خونی متفاوت به گیرنده و به دنبال آن آزمایش خون دوره‌ای پس از آن است. سپس از آگلوتیناسیون افتراقی گلبول‌های قرمز برای تعیین تعداد سلول‌های باقی‌ماندهٔ اهداکننده استفاده می‌شود و امکان تعیین میزان بقا را فراهم می‌کند. این روش شامل فناوری ایزوتوپ پرتوزا نمی‌شود و نخستین روشی بود که با موفقیت طول عمر گلبول‌های قرمز را به درستی تعیین کرد. به‌طور مشخص، خون نوع O ابتدا به افرادی با گروه خونی A یا B تزریق می‌شود. در نمونه‌های خون بعدی، سلول‌های خونی A و B خود بیمار با آگلوتیناسیون با سرم آنتی A یا آنتی B حذف می‌شوند. تعداد سلول‌های نوع O غیر آگلوتینه باقی‌مانده، به عنوان تابعی از زمان، میزان بقای سلول‌های خونی را تعیین می‌کند. این روش به‌طور گسترده در طول جنگ جهانی دوم و مدت کوتاهی پس از آن مورد استفاده قرار گرفت، اما اخیراً به دلیل خطرات استفاده از خون اهداکننده، با تکنیک‌هایی جایگزین شده است که در آن خون خودِ فرد نشانه‌گذاری و بررسی می‌شود.